# Zebinus bimaculatus
Zebinus bimaculatus är en skalbaggsart som beskrevs av Ernst Gustav Kraatz 1894. Zebinus bimaculatus ingår i släktet Zebinus och familjen Cetoniidae. Inga underarter finns listade i Catalogue of Life.